# Grecia en los Juegos Olímpicos de Seúl 1988
Grecia estuvo representada en los Juegos Olímpicos de Seúl 1988 por un total de 56 deportistas que compitieron en 12 deportes.  
El portador de la bandera en la ceremonia de apertura fue el luchador Jarálambos Jolidis.

## Medallistas
El equipo olímpico griego obtuvo las siguientes medallas:
| Nombre             | Deporte            | Competición |
| ------------------ | ------------------ | ----------- |
| Oro                |                    |             |
| —                  |                    |             |
| Plata              |                    |             |
| —                  |                    |             |
| Bronce             |                    |             |
| Jarálambos Jolidis | Lucha grecorromana | 57 kg M     |